# Josep Vives i Codina
Josep Vives i Codina (Callús, Bages, 6 de febrer de 1931- Barcelona, 1993) va ser un botànic català.
Als catorze anys es presentà a l'Institut Botànic de Barcelona i aconseguí col·laborar amb les activitats científiques del centre. Treballà amb el grup de Pius Font i Quer. Es llicencià amb premi extraordinari de la secció de ciències naturals.
L'any 1960 obtingué una plaça de catedràtic de Ciències Naturals a l'institut d'ensenyament mitjà de Figueres i l'any 1963 passà a ocupar una plaça anàloga a Barcelona on va continuar fins al final de la seva vida.
S'especialitza en l'estudi dels briòfits (molses) recollint una brioteca particular amb més de 8.000 mostres.

## Obres
- Vegetación de la Alta Cuenca del Cardener (tesi doctoral de 1959 publicada el 1964 sota la direcció d'Oriol de Bolòs)
- Contribución al estudio de los paisajes de la Sierra de Castelltallat
- 1956. i altres. Flora briológica de las comarcas barcelonesas. Collet. Bot. 5: 119-141.
- 1973. Flora briológica de la comarca de Bages. Barcelona.
- 1973. Aproximació a una flora briològica de Catalunya i hepàtiques laminars. Barcelona.
- 1974. Additions to the mosses flora of Catalonia. Collect. Bot. 9: 195.
- 1975. Briófitos de Cuenca. Anales Inst. Bot. Cavanilles 32: 125-132.
- 1976. Aproximació a la flora dels briòfits balears,,. Barcelona.
- 1976. Impressions sobre la vegetació de l'illa de Cabrera. 111. Vegetació briofítica. Treb.Inst. Cat. Hist. Nat. 7: 119-121.
- 1978. Aproximació a la flora dels briòfits del migjorn valencià Barcelona.
- 1981. Noves localitats de la Grimmia pitardi en els països de la mediterràna occidental.Treb. Inst. Cat. Hist. Nat. 9: 129.